# راؤول مارتينيز (لاعب كرة قدم)
راؤول مارتينيز (بالإسبانية: Raúl Martínez)‏ (1 أبريل 1987 في المكسيك - ) هو لاعب كرة قدم مكسيكي في مركز الوسط. شارك مع منتخب المكسيك تحت 23 سنة لكرة القدم. أما مع النوادي، فقد لعب مع كلوب ليون ونادي باتشوكا ونادي غلوبال وC.F. Pachuca Reserves and Academy ‏ وLobos BUAP ‏ وIndios de Ciudad Juárez ‏ وMurciélagos F.C. ‏.

## وصلات خارجية
- راؤول مارتينيز على موقع الاتحاد الدولي (مؤرشف)  (الإنجليزية)
- راؤول مارتينيز على موقع قاعدة بيانات كرة القدم.إي يو (الإنجليزية)